# Менсаф
Менсаф вважається однією із найвідоміших страв країн Леванту (розташований між Іраком, Сирією, Йорданією та Палестиною) і вважається, що найкраще менсаф готують у Палестині та Йорданії. Це національна страва Йорданії та популярна страва у Палестині на весіллях. Менсаф відрізняє від іншої арабської кухні те, що у ньому використовується при приготуванні курт (який робиться з маслянки),баранини та рису. Іноді до страви додають гхі (різновиду пряженого масла)

## Історія
Першими, хто приготував менсаф були бедуїни і сучасні компоненти цієї страви зазнали змін перш ніж стати такими, якими ми бачимо їх сьогодні. Гхі, м'ясний бульйон, а замість баранини м'ясо верблюда — такі інгредієнти мав тогочасний менсаф. Після популяризації рису в Йорданії у 20-х роках XX століття рис поступово стали додавати до страви, з'явилася традиція прикрашати менсаф горіхами або петрушкою.

## Приготування

### Куртовий соус
Куртовий соус — це висушений йогурт, який підготовлений методом кип'ятіння козячого молока, яке потім залишають висушуватися та бродити. Суміш пізніше зберігається в тонкій сплетеній марлі, щоб зробити з неї згодом густий йогурт. Щодня додають сіль, щоб згустити йогурт. За декілька днів він стає дуже щільним і з нього формують круглі кульки. Місто Аль-Карак в Йорданії має репутацію виробника куртового соусу найвищої якості.

### Приготування
Готується бульйон з куртового соусу зі шматками м'яса звареними у ньому. Страва подається на великій тарелі (діаметром 80-100см) із шаром хлібу ширак (юфка або маркук) на якому лежить рис. На рис викладають баранину посипану зверху мигдалем або кедровими горіхами, або петрушкою. Наприкінці страву поливають куртовим соусом.

## Місце у культурі
Хоча менсаф вважається традиційною стравою Йорданського Королівства, проте Масади (сім'я) стверджують, що ця страва є не зовсім традиційною, а розробленою у період Британського контролю на початку 20 століття, а згодом оголошеною традиційною після здобуття Йорданією незалежності. Менсаф тісно пов'язаний з життям йорданців, оскільки його інгредієнти завжди доступні і він вважається частиною йорданських традицій. Менсаф готують на весіллях, заручинах, поминках, на офіційних святах, на днях народження, а також у повсякденному житті. Його їдять правою рукою без використання ложок, їсти менсаф ложкою традиційно неприйнятно.

## Різновиди менсафу
На додаток до традиційних менсафів можна знайти й інші різні типи в залежності від регіонів. Портове міста Акаба на півдні Йорданії відоме своїм рибним менсафом. Інший тип мансафу складається лише з маслянки замість куртового соусу і курчати замість баранини. Менсаф можна знайти в деяких частинах Сирії і Палестини, прилеглих до Йорданії внаслідок розширення відносин між цими країнами.